# Pepingen
Pepingen es un municipio belga perteneciente a la provincia de Brabante Flamenco, en el arrondissement de Halle-Vilvoorde.
A 1 de enero de 2018 tiene 4378 habitantes. Comprende seis deelgemeentes: Pepingen, Bogaarden, Heikruis, Elingen, Beert y Bellingen.
Se ubica sobre la carretera N28, unos 5 km al noroeste de Halle.
Pertenece a la región histórica conocida como Pajottenland.

## Demografía

### Evolución
Todos los datos históricos relativos al actual municipio, el siguiente gráfico refleja su evolución demográfica, incluyendo municipios después de efectuada la fusión el 1 de enero de 1977.
| Gráfica de evolución demográfica de Pepingen entre 1846 y 2020 |
|                                                                |